# Anfós lleopard
L'anfós lleopard (Plectropomus leopardus) és una espècie de peix marí amb aletes rayades, un mero de la subfamília dels Epinefelins que forma part de la família dels Serrànids, que inclou també les anthiinae i els llobarros. Es troba a l'oceà Pacífic occidental.
L'anfós lleopard és el peix objectiu favorit de tots els sectors de la pesca perquè és un bon peix d'alimentació i tenen preus de mercat elevats a nivell local i estranger. La captura comercial total d'anfós lleopards es va informar de més de 1500 tones el 1998.

## Descripció

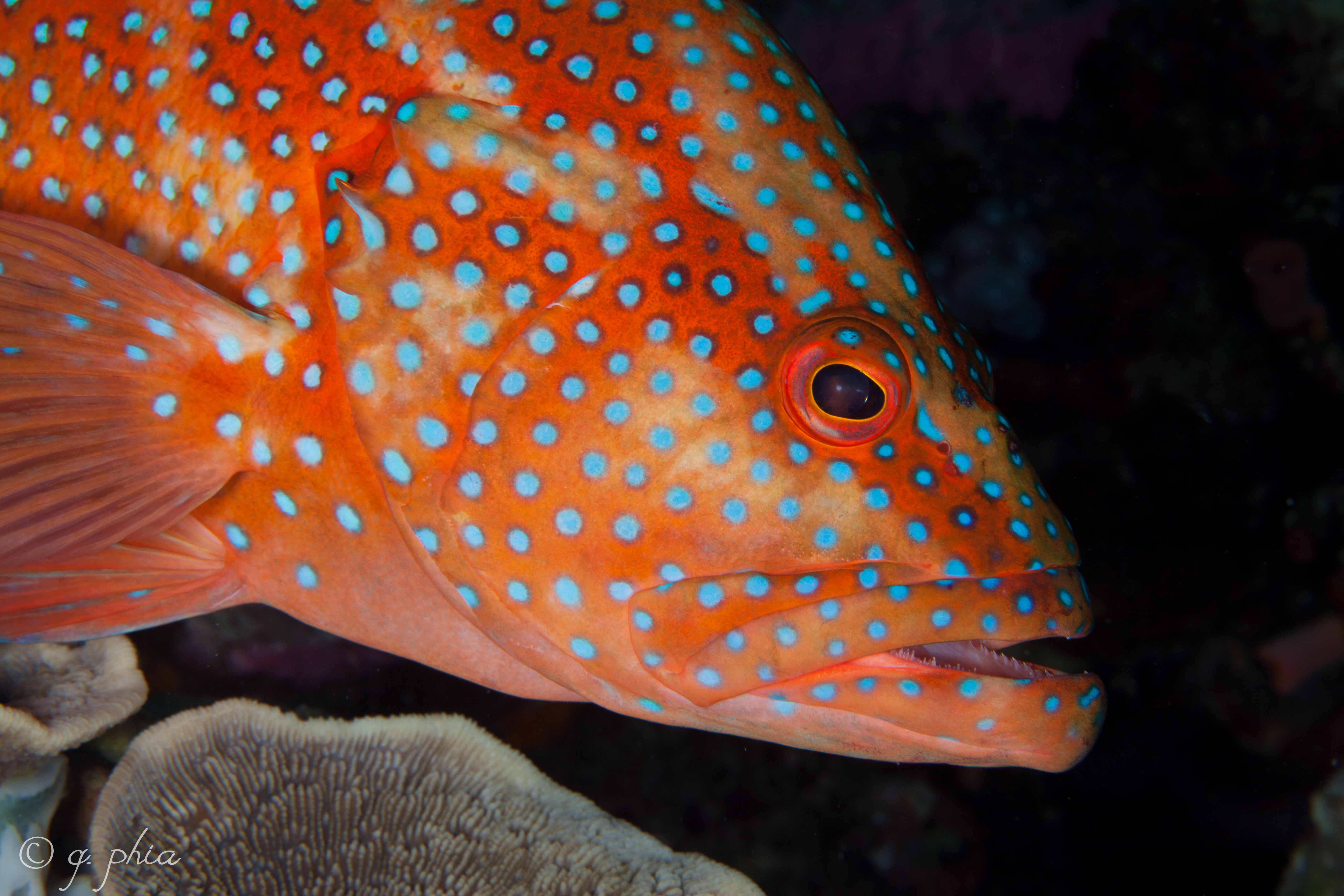
Anfós lleopard al parc nacional de Wakatobi

L'anfós lleopard té un cos allargat i robust, amb una longitud estàndard de 2,9 a 3,9 vegades la profunditat del cos. El preopercle és majoritàriament arrodonit, amb tres espines grans i apuntant cap avall al llarg de la meitat inferior. L'aleta dorsal conté 7-8 espines i 10-12 radis tous mentre que l'aleta anal conté 3 espines i 8 radis tous. La part espinosa de l'aleta dorsal té una base més curta que la part de radis tous. El color de fons és de color verd oliva a marró vermellós o vermell ataronjat i la seva part superior del cos està coberta de taques blaves brillants espaiades regularment i hi ha un anell blau al voltant de l'ull, que es pot trencar. Són capaços de canviar de color ràpidament i sovint adopten un patró tacat mentre cacen. Aquesta espècie assoleix una longitud total de 120 centímetres, encara que solen medir uns 35 centímetres, i un pes màxim publicat de 23,6 quilograms tot i que probablement això és incorrecte (i probablement ho sigui per a P. leavis), ja que el rècord australià de pesca submarina per a P. leopardus és de 10,250 kg.

## Distribució
L'anfós lleopard es troba al Pacífic occidental on es distribueix des del sud del Japó fins a Austràlia i des de la costa est de Tailàndia i Malàisia a l'est fins a les illes Salomó, les illes Caroline i les Fiji. A Austràlia es troba a l'illa Beacon a Austràlia Occidental, a les illes Ashmore i Cartier al mar de Timor, al voltant de la costa nord tropical fins al sud fins a Sydney. Aquesta gamma inclou esculls al mar de Coral, l'illa Christmas, les illes Cocos i al voltant de l'illa de Lord Howe al mar de Tasmània.

## Hàbitat i biologia
L'anfós lleopard es troba als esculls de corall a profunditats de 3 a 1000 metres.

### Reproducció
Un projecte anomenat "Effects of Line Fishing" (Efectes de la pesca en línia) va estudiar les poblacions per avaluar la mida i les estructures d'edat durant la reproducció de les poblacions d'anfós lleopard per determinar com les poblacions de peixos responen a diversos nivells de pressió de pesca. Són hermafrodites protògins, que comencen la seva vida com a femelles i canvien de sexe més tard a la vida. Es desconeix el desencadenant d'aquest canvi de sexe. De mitjana, el canvi de sexe es produeix quan els peixos tenen entre 23 i 62 cm de llargada; la longitud mitjana al canvi de sexe és de 42 cm. Es creu que això passa amb més freqüència durant els mesos immediatament posteriors a la posta. La investigació d'ELF ha determinat que la proporció de sexes difereix en diferents zones de la Gran Barrera de Corall, i pot diferir entre esculls oberts i protegits de la pesca. Les proporcions de sexe són una consideració important per a la gestió, ja que els canvis podrien afectar seriosament la reproducció, per tant el nombre de joves que entraran a la pesquera en els propers anys. Totes les classes de longitud de peixos poden tenir individus tant mascles com femelles. Tanmateix, els peixos petits són generalment femelles, mentre que la majoria dels peixos grans són mascles.
La fresa es produeix a finals de primavera quan augmenta la temperatura de l'aigua (de 25,0 a 26,5 °C). A la Gran Barrera de Corall del nord, aquests peixos surten dels ous entre setembre i desembre, mentre que a les regions del sud on l'aigua és més fresca, la posta es produeix entre octubre i febrer. L'inici i el final de la posta pot variar d'un any a un altre a mesura que varia la temperatura de l'aigua. L'anfós lleopard es forma generalment en una densa agregació formada al voltant dels vessants dels esculls al voltant de 10 a 15 m. de profunditat i assoleixen el pic a la lluna nova. La posta es produeix quan el flux de marea és fort, especialment durant les marees baixes. Es creu que això permet que els ous recentment alliberats es transportin ben lluny de l'escull i dels seus depredadors associats. La posta sol tenir lloc al capvespre, quan els nivells de llum dificulten que els depredadors vegin i s'alimenten dels ous.
A mesura que s'agreguen més espècimens, els mascles estableixen territoris temporals. Aleshores intenten atraure les femelles als seus territoris perquè engendrin mitjançant elaborades exhibicions de festeig. Com a part d'aquest ritual de festeig, els mascles d'anfós lleopard mostren les vores fosques de les seves aletes, que es poden encendre i apagar gairebé a l'instant. El mascle s'acosta a una femella, que acostuma a estar a prop del fons, amb el cos inclinat de 45 a 90° (gairebé estirat de costat a l'aigua) i tremolant repetidament longitudinalment i sacsejant el cap d'un costat a l'altre. Passa prop del cap o del cos de la femella amb la part superior o inferior del seu cos. Aquest procés es repeteix. Els joncs de posta es produeixen després d'aquest comportament de festeig, si la femella hi està d'acord. Durant una precipitació de posta, el mascle i la femella neden ràpidament cap a la superfície, on alliberen espermatozoides i ous a l'aigua mentre giren ràpidament. El núvol d'espermatozoides i òvuls alliberats durant una fresa no es veu fàcilment, però de vegades es pot observar la seva presència per l'alimentació frenètica de petits peixos que mengen zooplàncton. La posta de l'anfós lleopard es produeix generalment durant un període de 30-40 minuts durant la posta de sol. Alguns espècimens (especialment els mascles) fresen més d'una vegada durant una nit.

### Cicle de vida
Com la majoria dels peixos d'escull, l'anfòs lleopard té un estadi larvari on els ous i les larves es desenvolupen dins de la columna d'aigua, cosa que els permet dispersar-se als esculls propers. La fecundació té lloc després de la posta; els ous fecundats suren just sota la superfície de l'aigua. El període d'incubació dels ous de truita corall és desconegut, però pot ser d'unes 20 a 45 hores (el període d'incubació en espècies relacionades). Les larves recentment eclosionades estan poc desenvolupades i obtenen nutrients d'un sac vitel·lí. A mesura que creixen, es desenvolupen les seves espines, aletes, intestins i altres òrgans interns, igual que els seus sentits. Finalment, el sac vitel·lí s'absorbeix completament i les larves comencen a veure i atrapar les seves pròpies preses.
El període de creixement més ràpid de l'anfós lleopard es produeix durant els tres primers anys de vida. El creixement mitjà diari dels joves recentment instal·lats s'ha mesurat en 0,81 mm per dia. Això vol dir que arriben a prop dels 14 cm en els primers 6 mesos. Les taxes de creixement de l'anfós lleopard són variables; cada classe d'edat té una àmplia gamma de mides. Per estimar el creixement, s'ha de determinar l'edat i la mida d'un peix. Més comunament, el creixement dels peixos es mesura recollint individus de diferents mides, mesurant la seva longitud i determinant la seva edat mitjançant els otòlits. Investigacions recents a Bramble Reef han trobat que l'anfós lleopard comú (P. leopardus) arriba a una edat màxima de 16 anys.

### Dieta
L'anfós lleopard és en gran part piscívor (depredador que menja peixos). Els més joves mengen majoritàriament crustacis, especialment gambes, que viuen al fons de l'escull o a prop. Tanmateix, els adults s'alimenten d'una varietat de peixos d'escull. El tipus de peix més comú que es menja és la damisel·la (família Pomacentridae), especialment l'Acanthochromis polyacanthus. Els adults també mengen joves de la seva pròpia espècie. L'anfós lleopard individual sol alimentar-se una vegada cada 1-3 dies, encara que pot passar molts dies sense alimentar-se. Al voltant del 90% d'una presa es digerirà en 24 hores. Aquesta espècie només s'alimenta durant les hores del dia, més sovint al capvespre i l'alba. Cacen per emboscada i merodeig. Utilitzen el mètode d'emboscada per caçar peixos que viuen entre el corall del fons de l'escull. L'anfòs lleopard s'amaga i roman molt quiet i alerta, disposat a atacar les preses que passen. El mètode de ronda s'utilitza per caçar peixos més amunt a l'aigua. Aquí, es mouen (rodejant) lentament cap a la presa i ataquen a gran velocitat. L'anfòs lleopard individual té diferents comportaments alimentaris, possiblement explicant la variabilitat en el creixement i la maduresa.
L'anfós lleopard tendeix a menjar més aliments a l'hivern, possiblement per augmentar les reserves de greix en preparació per a la reproducció a la primavera. De vegades es dediquen a la caça cooperativa amb la morena gegant (Gymnothorax javanicus), el napoleó (Cheilinus undulatus) o el pop blau gros (Octopus cyanea).

### Paràsits
Com la majoria dels peixos, aquesta espècie alberga moltes espècies de paràsits. El diplectànid monogeni Echinoplectanum leopardi, que rep el nom del peix, és un paràsit de les brànquies, així com dels seus congèneres Echinoplectanum rarum i Echinoplectanum pudicum.

## Taxonomia
L'anfós lleopard va ser descrit formalment per primera vegada com a Holocentrus leopardus pel naturalista francès Bernard Germain de Lacépède (1756-1825) amb la localitat tipus donada com la Mer des Indes.

## Ús
L'anfós lleopard és molt apreciat com a peix alimentari i es ven tant al comerç d'aliments de peixos d'escull vius com refrigerats, centrat a Hong Kong. La captura de peix viu per a l'exportació és una important pesca comercial a la regió Àsia-Pacífic, actualment prové principalment d'Indonèsia i Filipines. A Austràlia és capturat per les pesqueries comercials amb ham i fil i els pescadors recreatius l'agafen amb fils de mà, canyes i fusells. Capturen de mitjana per unitat d'esforç de 0,59-0,68 espècies/dia i pes d'1,58 i 1,60 kg per a l'anfós lleopard capturat pels pescadors submarins a Austràlia.
Es pesca per utilitzar cianur a les Filipines i Indonèsia. A Fiji i Nova Caledònia els pescadors artesanals la capturen amb l'ham, el fil i la llança, i com a captura accesòria en trampes. Els exemplars grans poden tenir nivells molt alts de ciguatoxina a la seva carn. Els peixos s'han criat en maricultura a Àsia, però els peixos de cultiu sovint no tenen el color vermell més desitjable.